# Guerrieri Gonzaga
I Guerrieri Gonzaga sono un'antica nobile famiglia, originaria di Fermo (Guerrieri), nelle Marche, che agli inizi del 1500 si trapiantò a Mantova, accolta alla corte del marchese Francesco II Gonzaga.
Capostipite fu Giovanni Filippo, o Gio Filippo, figlio del giureconsulto e capitano d’armi visconteo Giacomo Terzi, e nipote, perciò, del condottiero, signore di Parma e Reggio, Ottobuono. Giovanni Filippo dopo l’uccisione del padre nell'autunno del 1409, conseguente a quella di Ottobuono, da parte degli Estensi e dei loro collegati, si era rifugiato nella Marca Anconitana. Qui abbandonò l'antico cognomen dei Terzi di Parma per assumere il nuovo di "Guerrieri". Nel 1431, allorché era titolare dell'alta carica di podestà a Osimo, lo aveva già adottato.

## Storia della casata

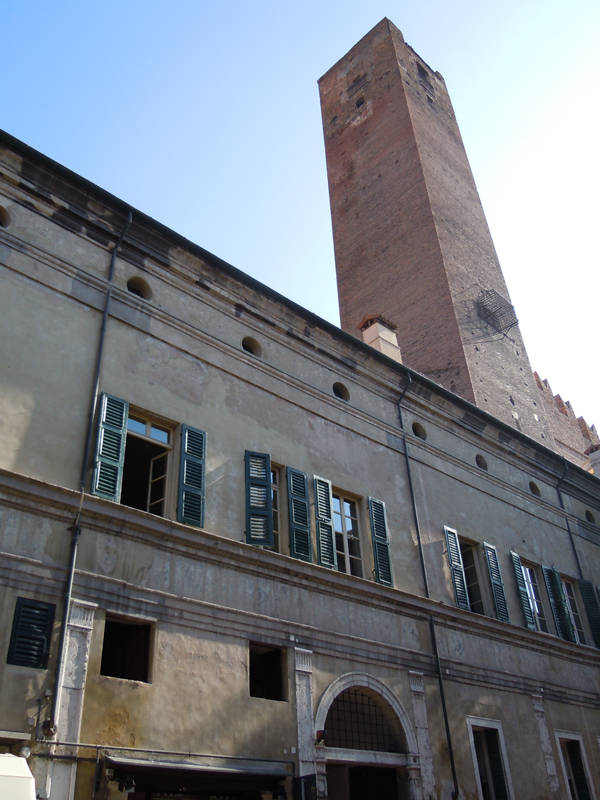
Mantova, in contrada dell'Aquila, l'odierna via Cavour, il palazzo con la torre degli Acerbi (o Torre della Gabbia), donato da Federico II Gonzaga, nel 1526, a Ludovico Guerrieri Gonzaga.

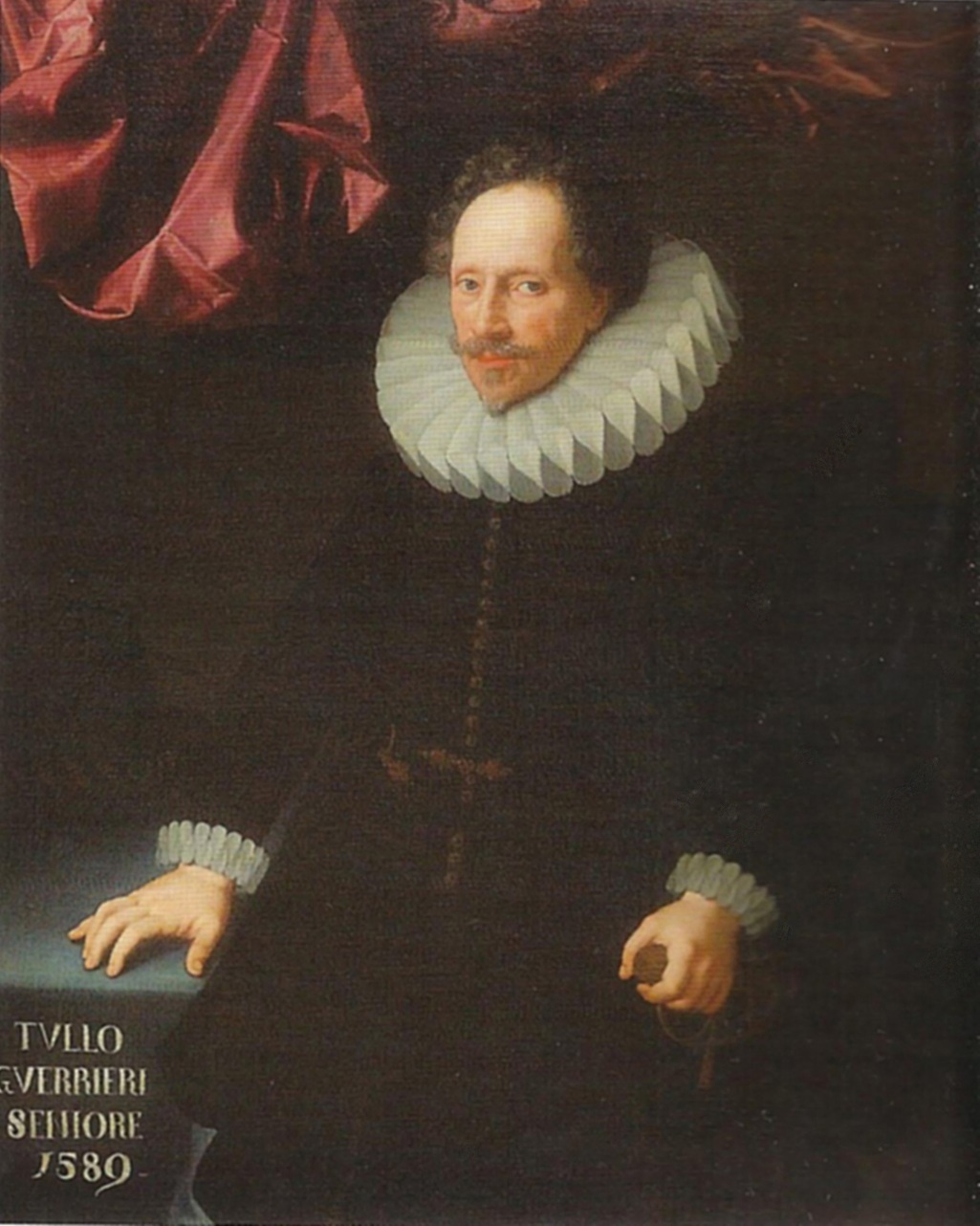
Ritratto di Tullo Guerrieri Gonzaga (?-1592)

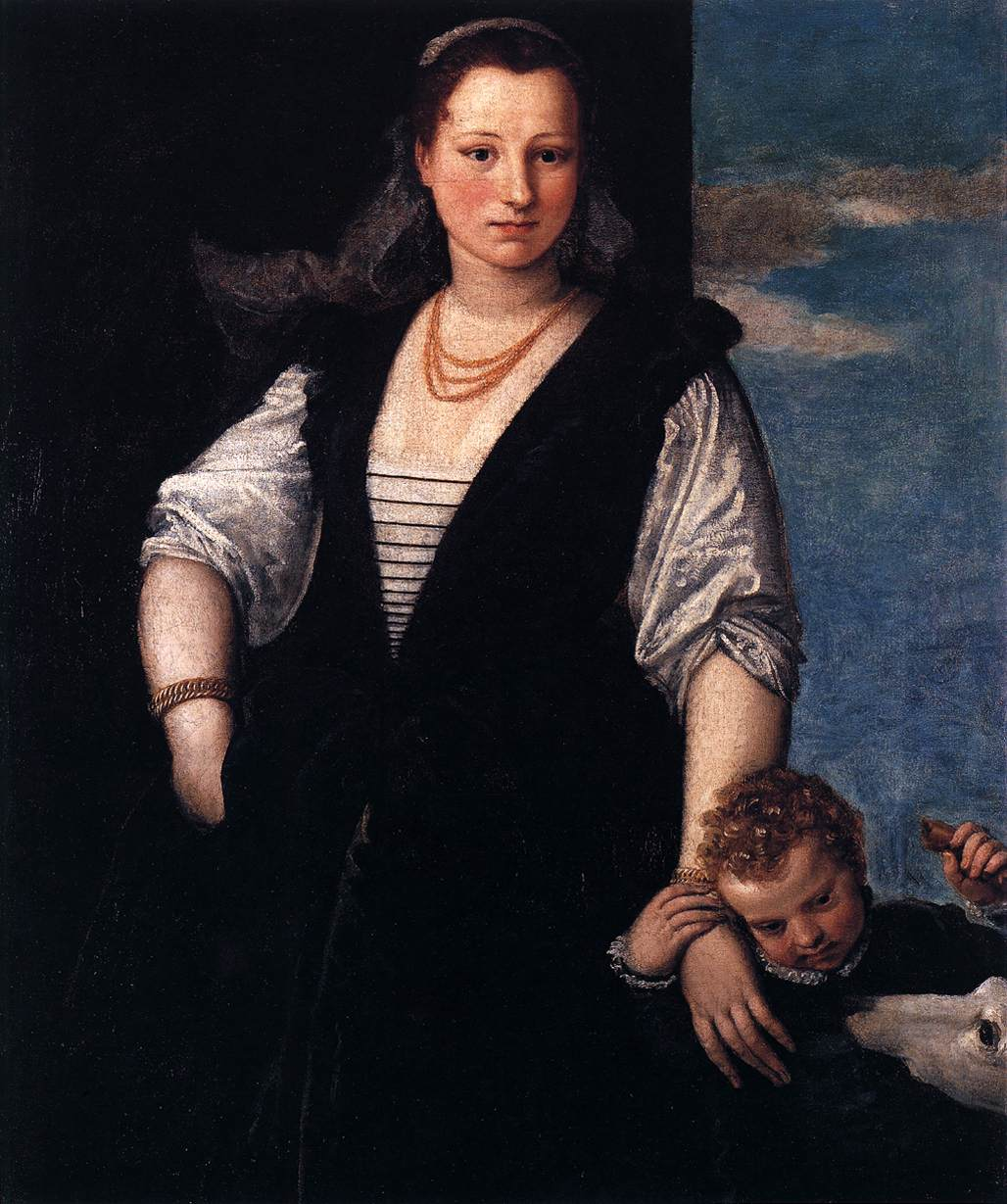
Presunto ritratto di Isabella Guerrieri Gonzaga Canossa, Paolo Veronese, 1547

Dopo aver contribuito vittoriosamente, il 25 novembre 1445, anche grazie al supporto delle truppe del cugino Niccolò de' Terzi, il Guerriero, condottiero di Gian Galeazzo Visconti, alla liberazione di Fermo, sollevatasi contro la tirannia di Alessandro Sforza, Giovanni Filippo decise di stabilirsi nella città marchigiana che gli stava manifestando grande riconoscenza ed onori per il decisivo soccorso ricevuto. Qui sposò Andreana dei Verrieri di Sant’Elpidio, signora del Castellano e della Valle, divenendo capostipite della nuova casata Guerrieri.
Da quel matrimonio nacquero cinque figli: Apollonio, o Polonio, che tra il 1488 e il 1492 rappresentò Fermo quale ambasciatore presso il papa Alessandro VI Borgia, e fu poi, come il padre, podestà a Osimo; Giacomo o Giacopo, capitano d’armi eletto poi tra i priori; Giovanni Battista, anch’esso uomo d’armi; Alessandro, sposo di Lodovica dell’illustre famiglia fermana de’ Paccaroni, e Giovanni Francesco.
Mentre con le prime discendenze di Giovanni Filippo si incrementava sempre più il prestigio e l’influenza in terra marchigiana della famiglia Guerrieri, Giovanni Francesco generò il ramo dei Guerrieri che mise radici nel Mantovano. A tre dei suoi figli maschi fu offerta l’opportunità, in due successive occasioni, d’essere accolti presso la corte dei Gonzaga.
La prima si presentò nel novembre del 1496 quando Francesco II Gonzaga, signore di Mantova, tornando dal regno di Napoli si fermò nella Marca d'Ancona. Durante un torneo in suo onore a Offida, ammirando le evoluzioni di un magnifico destriero che gli era stato donato, ancor più apprezzò la valentia del suo cavaliere: Ludovico Guerrieri, primogenito di Giovanni Francesco. Perciò ottenne di portare con sé a Mantova, oltre al palafreno, per arricchire il già celebre allevamento di cavalli da guerra, anche Ludovico Guerrieri, al servizio della sua corte.
Sei anni dopo, nell’autunno del 1503 ancora Francesco II Gonzaga, convalescente di una sua malattia, reduce deluso da un'altra guerra combattuta nel Regno di Napoli, venne splendidamente ospitato da Giovanni Francesco Guerrieri. Riconoscente per l’accoglienza superba e le cure ricevute, il signore di Mantova volle compensare i Guerrieri accogliendo presso la sua corte altri due della famiglia, che avrebbero raggiunto il più anziano fratello Ludovico già al suo onorato servizio: partirono per Mantova allora Giovanni Battista e Vincenzo.
Nel 1506, due anni dopo, "il dì penultimo aprilis" Francesco Gonzaga decretò che Ludovico Guerrieri, avendo molto meritato quale funzionario d'alto rango presso la sua corte nei dieci anni trascorsi dal loro incontro a Offida, fosse aggregato alla sua casata e assumesse da allora, per sé, famiglia e discendenza, il cognome Guerrieri Gonzaga.
Divenuta importante grazie ai servizi resi al Marchesato di Mantova, la famiglia ebbe in dono, da Federico II,  nel 1526, lo storico edificio, sito nell'antica contrada dell'Aquila, poi Sant'Agnese, oggi via Cavour, sottostante la torre degli Acerbi, nota più tardi come Torre della Gabbia, che diventerà dimora della famiglia.
Ludovico sposò Violante da Correggio. Morì nel 1530 senza discendenza maschile. Vincenzo, nel 1554, celebrò le sue nozze con Francesca Soardi, figlia di Giacomo, nobile di Bergamo e con quel matrimonio proseguì la discendenza a Mantova della casata dei Guerrieri Gonzaga.

### Personalità illustri e notevoli
Tra gli esponenti più importanti della nobile famiglia si ricordano: 

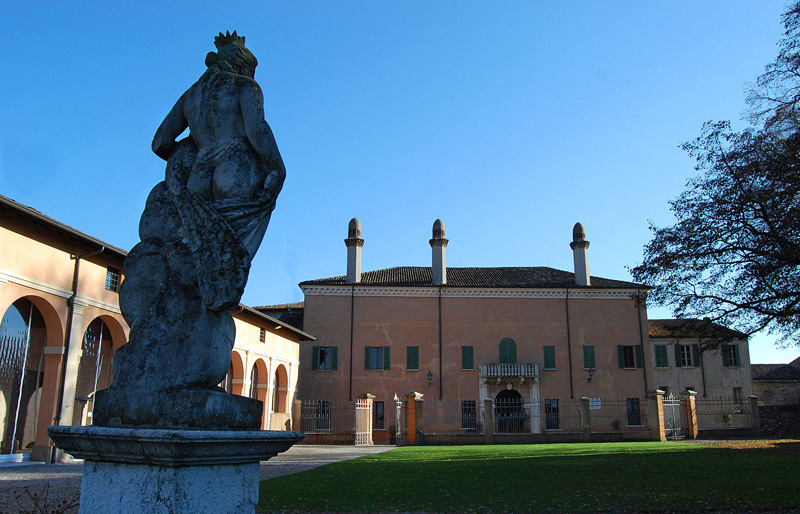
Volta Mantovana, Palazzo Gonzaga-Guerrieri

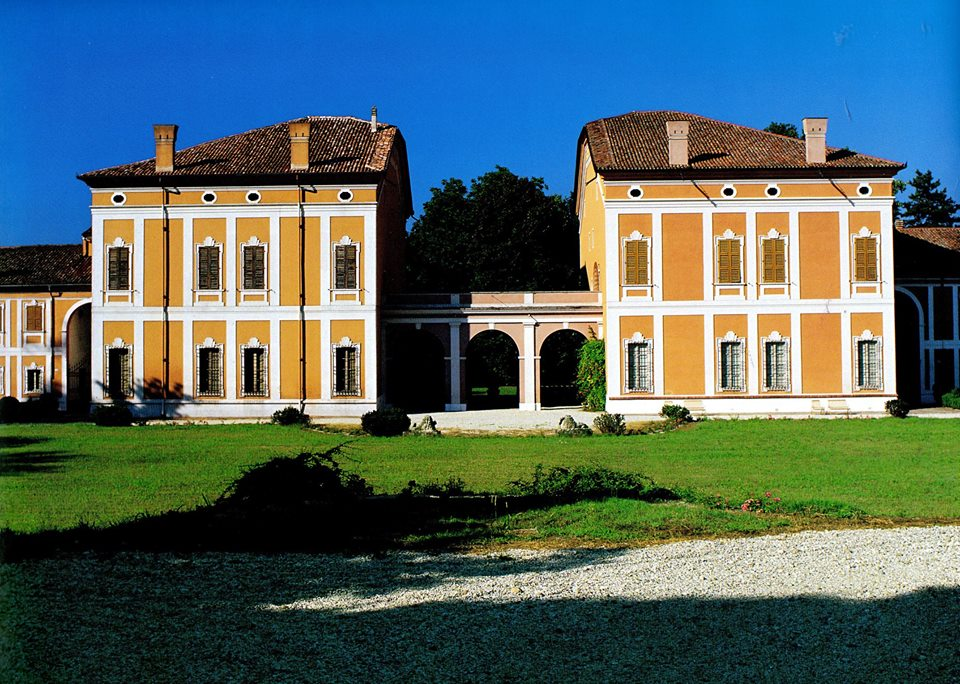
Villa Guerrieri Gonzaga a Sustinente

- Ludovico Guerrieri Gonzaga (1483-1530), accolto a corte nel 1496 da Francesco II Gonzaga, che lo portò con sé da Fermo, ne divenne consigliere. Nel 1506 il signore di Mantova decretò l'aggregazione di Ludovico alla propria casata con il privilegio del doppio cognome Guerrieri Gonzaga e nel 1514 gli concesse il prestigioso titolo di marchionalem consocium beneamatum. Il successore Federico II, nel 1522, lo nominò Luogotenente Generale di Mantova. Il 10 gennaio 1526 gli fece dono del palazzo con la "torre degli Acerbi", già proprietà dei Bonacolsi, in contrada dell'Aquila, l’odierna via Cavour.[10];
- Vincenzo Guerrieri Gonzaga (1495-1563), fratello ed erede di Ludovico. Nel 1516 era camerarius  e cavallerizzo maggiore al servizio di Francesco II Gonzaga; nel 1521 ebbe la carica di Capitano del Lago di Mantova; prefetto della scuderia ducale nel 1532; castellano e comandante delle milizie di Casale nel 1544.[11];
- Giovanni Battista Guerrieri Gonzaga, fratello di Ludovico, arrivato a Mantova, assieme a Vincenzo, nel 1503 prestò servizio presso la corte;
- Girolamo Guerrieri Gonzaga (XVI secolo), figlio di Giovanni Battista. Maestro di camera del duca Guglielmo Gonzaga;
- Francesco Guerrieri Gonzaga (XVI secolo), figlio di Giovanni Battista. Pronotario apostolico della Basilica di Sant'Andrea a Mantova;
- Tullo Guerrieri Gonzaga (1550-1592),[12] primo marchese di Mombello e terzo conte di Conzano, maestro di camera del duca Vincenzo I Gonzaga.[13];
- Francesca Guerrieri Gonzaga (XVI secolo), figlia di Tullo, sposò in prime nozze Alessandro Gonzaga il Giovane, figlio di Alessandro (1520-1580). Rimasta vedova, si maritò con Pirro Gonzaga,[14] signore di Gazzuolo e di San Martino dall'Argine;
- Felicita Guerrieri Gonzaga (XVI secolo), figlia di Tullo e sposa di Luigi Gonzaga (?-1590), della linea dei “Nobili Gonzaga”. Ebbe una figlia naturale dal Duca Vincenzo I.[15];
- Alfonso Guerrieri Gonzaga (?-1639), al servizio di Filippo IV di Spagna; di Vincenzo I Gonzaga che lo nominò governatore di Casale Monferrato e Generale di Cavalleria; e quindi di Vincenzo II Gonzaga che gli affidò le truppe Ducali nella guerra contro i Savoia e il Re di Spagna. Difese la città di Mantova dal terribile Sacco avvenuto nel 1630.[16][17]
- Ludovico Guerrieri Gonzaga (XVII secolo). Nel 1621 divenne Cavaliere dell'Ordine di Malta
- Cesare Guerrieri Gonzaga (XVII secolo), fu al servizio del Duca Carlo I Gonzaga. Creato Generale delle Acque di Mantova, fu ambasciatore presso Papa Urbano VIII, al servizio di Carlo II di Gonzaga-Nevers, Maestro di Camera, e Primo Ministro.
- Tullo Guerrieri Gonzaga (XVIII secolo), fu al servizio di Ferdinando Carlo di Gonzaga-Nevers che lo nominò Governatore di Guastalla. Sposò la marchesa Drusilla Visconti, Nel 1687 era agli con Duca all'assedio di Belgrado +  Generale di Battaglia, e membro del consiglio di Carlo Maria Vialardi;
- Bonaventura Guerrieri Gonzaga (XVIII secolo), ufficiale dell'esercito imperiale, sposò la nobile Lucrezia Valenti Gonzaga,[18] nipote del cardinale Silvio. Prestò servizio presso il duca Ferdinando Carlo di Gonzaga-Nevers che lo inviò in missione presso la corte di Luigi XIV di Francia. Nominato primicerio della Basilica di Sant'Andrea (Mantova), morì nel 1756;
- Ludovico Guerrieri (XVIII secolo), cavaliere dell'Ordine di Santo Stefano
- Cesare Guerrieri Gonzaga (1739-1832). Elevato alla dignità di Cardinale nel concistoro del 1819 da Papa Pio VII. Apprezzato per i suoi talenti e le sue profonde competenze giuridiche e finanziarie, il segretario di Stato Ercole Consalvi lo volle come suo coadiutore nella sua opera di restaurazione e riforma amministrativa dello Stato Pontificio. Fu presidente della Congregazione del Censo, membro, tra le altre, di quelle del Concilio, della Economica, del Buon Governo, della Fabbrica di S. Pietro. Nel biennio 1826-27 fu Camerlengo del Sacro Collegio Cardinalizio. L’anno seguente, nel maggio 1828, era tra i candidati alla Segreteria di Stato.  Salito al soglio pontificio Papa Pio VIII con il conclave del 1829, il cardinale Cesare Guerrieri Gonzaga, ormai ottantenne, abbandonò ogni incarico. Morì a Roma il 5 febbraio 1832.[19]
- Girolamo Guerrieri Gonzaga, (XVIII secolo), proprietario terriero a Sustinente.
- Carlo Guerrieri Gonzaga (1788-1813). Militò nella Guardia Reale di Re d’ Italia. Morì durante la Campagna di Russia.
- Tullo Guerrieri Gonzaga (1773-1845), dal 1811 al 1815 fu podestà di Mantova. Cavaliere dell'Ordine della Corona ferrea, Nel 1812 rappresentò la Provincia di Mantova al battesimo del Re di Roma. Ciambellano alla corte dell'imperatore Francesco II, divenne presidente della Municipalità Mantovana, Proprietario della Villa di Volta;[8][20]
- Odoardo Guerrieri Gonzaga (1782-1858). Membro della municipalità di Mantova durante la restaurazione austriaca;
- Bonaventura Guerrieri Gonzaga (1778-1840), ciambellano Imperial-Regio austriaco.
- Anselmo Guerrieri Gonzaga, (1819 – 1879). Patriota risorgimentale, partecipò alle Cinque giornate di Milano nel 1848, incaricato, tra l'altro, di missioni diplomatiche in Francia dal governo provvisorio. Condannato all’esilio assieme al fratello Carlo, venne espropriato dall’Austria di tutti i beni nel Mantovano. Eletto deputato del Regno d’Italia, nel 1867 ricoprì la carica di Segretario generale del Ministero degli Affari Esteri.[21]
- Giambattista Guerrieri Gonzaga (1863-1931), cavaliere degli Ordini della Corona d’ Italia e dell'Ordine Mauriziano, e Cavaliere della Legion d'onore;
- Carlo Guerrieri Gonzaga (1827 – 1913). Patriota, partecipò in armi ai moti risorgimentali del 1848. Per questo fu condannato all’esilio assieme al fratello Anselmo, espropriato di tutti i beni in terra mantovana. Capitano dei Bersaglieri durante le campagne del 1859, combatté con Giuseppe Garibaldi nel 1866, come ufficiale dei volontari, alle vittoriose battaglie di Monte Suello e di Bezzecca.[22] Per i suoi meriti venne eletto al Senato del Regno (Italia). Durante il suo esilio a Ginevra conobbe la pedagoga tedesca Emma Julia Hohenemser, appartenente a un'eminente famiglia ebraica d'intellettuali, patrioti e banchieri di Francoforte, che diverrà sua consorte.[23]
- Tullo Guerrieri Gonzaga (1866-1902), ufficiale medico della Regia Marina Italiana;
- Gemma de Gresti in Guerrieri Gonzaga (1873-1928), filantropa;
- Ludovico Guerrieri Gonzaga (1869-1900), tenente di Cavalleria del Regio Esercito;
- Luigi Guerrieri Gonzaga, proprietario delle terre di Sustinente; generale dell'esercito durante la seconda guerra mondiale;
- Maria Maraini Guerrieri Gonzaga (1869-1950), amica, sostenitrice e collaboratrice di Maria Montessori[24], nel 1910 membro del comitato promotore e vicepresidente della Scuola Convitto "Regina Elena" di Roma, scuola-convitto per infermiere professionali fondata sul modello della britannica Florence Nightingale[25];
- Gianluigi Guerrieri Gonzaga (1898-1969). Proprietario terriero e sindaco di Sustinente. Generale durante la campagna di Russia. Medaglia d'oro al valor militare;[26]
- Odoardo Guerrieri Gonzaga (1929-2015), ambientalista;[27]
- Giambattista Guerrieri Gonzaga (1933-2019[28]), si è distinto operando in ambito internazionale (N. Rockefeller, il re dei Belgi).

### Possedimenti
- Palazzo Guerrieri-Gonzaga, poi Palazzo Colloredo e ora Palazzo di Giustizia a Mantova;[29]
- Palazzo Guerrieri da Fermo, in via Fratelli Bandiera a Mantova;[30]
- Palazzo Gonzaga-Guerrieri di Volta Mantovana, edificato nel 1450 circa da Ludovico III Gonzaga, secondo marchese di Mantova. Divenne in possesso di Ludovico Guerrieri nel 1515 per donazione di Aloisio Gonzaga, marchese di Castel Goffredo e di Gianfrancesco Gonzaga, signore di Luzzara;
- Villa Guerrieri Gonzaga a Sustinente, del XVI secolo, tuttora di proprietà e residenza dei marchesi omonimi;[31]
- Palazzo Guerrieri Gonzaga (Palazzo De Moll) e giardini a Villa Lagarina, del XVII secolo, tuttora proprietà e dimora dei marchesi omonimi, trapiantato in Valle dell'Adige, nel Trentino meridionale;[32][33]
- Villa Maraini-Guerrieri Gonzaga, a Palidano di Gonzaga.

## Genealogia
Paolo Cont, I Terzi di Parma, Sissa e Fermo, Prefazione di Marco Gentile ("Fonti e Studi", serie I, XXI), Parma, presso la Deputazione di Storia Patria per le Province Parmensi, 2017, p.163-178, Tavole Genealogiche 
|                                              |                                              |                                |                                |                                            |                                                                                      |                                                                                      |                                                   |                                                   |                                   |                                               |                                       |                    |                                                                      |                                                                      |                 |                 |
|                                              |                                              |                                |                                |                                            | Guido Terzi da Cornazzano 1290-1387                                                  |                                                                                      |                                                   |                                                   |                                   |                                               |                                       |                    |                                                                      |                                                                      |                 |                 |
|                                              |                                              |                                |                                |                                            |                                                                                      |                                                                                      |                                                   |                                                   |                                   |                                               |                                       |                    |                                                                      |                                                                      |                 |                 |
|                                              |                                              |                                |                                |                                            |                                                                                      |                                                                                      |                                                   |                                                   |                                   |                                               |                                       |                    |                                                                      |                                                                      |                 |                 |
|                                              |                                              |                                |                                |                                            | Niccolò Terzi il Vecchio 1327-1398                                                   |                                                                                      |                                                   |                                                   |                                   |                                               |                                       |                    |                                                                      |                                                                      |                 |                 |
|                                              |                                              |                                |                                |                                            |                                                                                      |                                                                                      |                                                   |                                                   |                                   |                                               |                                       |                    |                                                                      |                                                                      |                 |                 |
|                                              |                                              |                                |                                |                                            |                                                                                      |                                                                                      |                                                   |                                                   |                                   |                                               |                                       |                    |                                                                      |                                                                      |                 |                 |
|                                              |                                              |                                |                                | Ottobuono de' Terzi ?-1409                 | Ottobuono de' Terzi ?-1409                                                           |                                                                                      | Giacomo Terzi ?-1409                              | Giacomo Terzi ?-1409                              |                                   |                                               |                                       |                    |                                                                      |                                                                      |                 |                 |
|                                              |                                              |                                |                                |                                            |                                                                                      |                                                                                      |                                                   |                                                   |                                   |                                               |                                       |                    |                                                                      |                                                                      |                 |                 |
|                                              |                                              |                                |                                |                                            |                                                                                      |                                                                                      |                                                   |                                                   |                                   |                                               |                                       |                    |                                                                      |                                                                      |                 |                 |
|                                              |                                              |                                | Niccolò Carlo Terzi 1406-?     | Niccolò Carlo Terzi 1406-?                 | Niccolò de' Terzi il Guerriero ?-1475                                                | Niccolò de' Terzi il Guerriero ?-1475                                                | Giovanni Filippo (Terzi) Guerrieri ?-1453         | Giovanni Filippo (Terzi) Guerrieri ?-1453         |                                   |                                               |                                       |                    |                                                                      |                                                                      |                 |                 |
|                                              |                                              |                                |                                |                                            |                                                                                      |                                                                                      |                                                   |                                                   |                                   |                                               |                                       |                    |                                                                      |                                                                      |                 |                 |
|                                              |                                              |                                |                                |                                            |                                                                                      |                                                                                      |                                                   |                                                   |                                   |                                               |                                       |                    |                                                                      |                                                                      |                 |                 |
|                                              |                                              |                                |                                |                                            | Giovan Francesco Guerrieri 1440-?                                                    | Giovan Francesco Guerrieri 1440-?                                                    | Ludovico Guerrieri Gonzaga 1483-1530              | Ludovico Guerrieri Gonzaga 1483-1530              | Giambattista ?-?                  | Giambattista ?-?                              |                                       |                    |                                                                      |                                                                      |                 |                 |
|                                              |                                              |                                |                                |                                            |                                                                                      |                                                                                      |                                                   |                                                   |                                   |                                               |                                       |                    |                                                                      |                                                                      |                 |                 |
|                                              |                                              |                                |                                |                                            |                                                                                      |                                                                                      |                                                   |                                                   |                                   |                                               |                                       |                    |                                                                      |                                                                      |                 |                 |
|                                              |                                              |                                |                                |                                            | Vincenzo Guerrieri Gonzaga 1495-1563                                                 |                                                                                      |                                                   |                                                   |                                   |                                               |                                       |                    |                                                                      |                                                                      |                 |                 |
|                                              |                                              |                                |                                |                                            |                                                                                      |                                                                                      |                                                   |                                                   |                                   |                                               |                                       |                    |                                                                      |                                                                      |                 |                 |
|                                              |                                              |                                |                                |                                            |                                                                                      |                                                                                      |                                                   |                                                   |                                   |                                               |                                       |                    |                                                                      |                                                                      |                 |                 |
|                                              |                                              |                                |                                |                                            | Tullo 1º conte di Mombello ?-1592                                                    |                                                                                      |                                                   |                                                   |                                   |                                               |                                       |                    |                                                                      |                                                                      |                 |                 |
|                                              |                                              |                                |                                |                                            |                                                                                      |                                                                                      |                                                   |                                                   |                                   |                                               |                                       |                    |                                                                      |                                                                      |                 |                 |
|                                              |                                              |                                |                                |                                            |                                                                                      |                                                                                      |                                                   |                                                   |                                   |                                               |                                       |                    |                                                                      |                                                                      |                 |                 |
| Francesca ?-1592 Alessandro Gonzaga (?-1588) | Francesca ?-1592 Alessandro Gonzaga (?-1588) | Felicita ?-1626                | Felicita ?-1626                | Vincenzo 1º marchese di Mombello 1563-1617 | Vincenzo 1º marchese di Mombello 1563-1617                                           | Alfonso 2º marchese di Mombello ?-1639                                               | Alfonso 2º marchese di Mombello ?-1639            | Giambattista ?-?                                  | Giambattista ?-?                  | Cesare 3º marchese di Mombello ?-1656         | Cesare 3º marchese di Mombello ?-1656 |                    |                                                                      |                                                                      |                 |                 |
|                                              |                                              |                                |                                |                                            |                                                                                      |                                                                                      |                                                   |                                                   |                                   |                                               |                                       |                    |                                                                      |                                                                      |                 |                 |
|                                              |                                              |                                |                                |                                            |                                                                                      |                                                                                      |                                                   |                                                   |                                   |                                               |                                       |                    |                                                                      |                                                                      |                 |                 |
|                                              |                                              | Francesca (naturale) 1590-1657 | Francesca (naturale) 1590-1657 |                                            |                                                                                      |                                                                                      |                                                   |                                                   |                                   | Tullo 4º marchese di Mombello ?-1678          | Tullo 4º marchese di Mombello ?-1678  |                    |                                                                      |                                                                      |                 |                 |
|                                              |                                              |                                |                                |                                            |                                                                                      |                                                                                      |                                                   |                                                   |                                   |                                               |                                       |                    |                                                                      |                                                                      |                 |                 |
|                                              |                                              |                                |                                |                                            |                                                                                      |                                                                                      |                                                   |                                                   |                                   |                                               |                                       |                    |                                                                      |                                                                      |                 |                 |
|                                              |                                              |                                |                                |                                            |                                                                                      |                                                                                      |                                                   |                                                   |                                   | Bonaventura 5º marchese di Mombello 1691-1756 |                                       |                    |                                                                      |                                                                      |                 |                 |
|                                              |                                              |                                |                                |                                            |                                                                                      |                                                                                      |                                                   |                                                   |                                   |                                               |                                       |                    |                                                                      |                                                                      |                 |                 |
|                                              |                                              |                                |                                |                                            |                                                                                      |                                                                                      |                                                   |                                                   |                                   |                                               |                                       |                    |                                                                      |                                                                      |                 |                 |
|                                              |                                              |                                |                                |                                            | Girolamo 6º marchese di Mombello 1717-1808                                           | Girolamo 6º marchese di Mombello 1717-1808                                           | Anna ?-1763                                       | Anna ?-1763                                       | Cesare 1749-1832                  | Cesare 1749-1832                              | Odoardo 1748-1820                     | Odoardo 1748-1820  | Bradamante ?-?                                                       | Bradamante ?-?                                                       | Marianna ?-1832 | Marianna ?-1832 |
|                                              |                                              |                                |                                |                                            |                                                                                      |                                                                                      |                                                   |                                                   |                                   |                                               |                                       |                    |                                                                      |                                                                      |                 |                 |
|                                              |                                              |                                |                                |                                            |                                                                                      |                                                                                      |                                                   |                                                   |                                   |                                               |                                       |                    |                                                                      |                                                                      |                 |                 |
|                                              |                                              |                                |                                |                                            | Tullo 7º marchese di Mombello 1773-1845                                              | Tullo 7º marchese di Mombello 1773-1845                                              |                                                   |                                                   | Bonaventura 1778-1841             | Bonaventura 1778-1841                         | Lucrezia 1779-1856                    | Lucrezia 1779-1856 | Luigi 1780-?                                                         | Luigi 1780-?                                                         |                 |                 |
|                                              |                                              |                                |                                |                                            |                                                                                      |                                                                                      |                                                   |                                                   |                                   |                                               |                                       |                    |                                                                      |                                                                      |                 |                 |
|                                              |                                              |                                |                                |                                            |                                                                                      |                                                                                      |                                                   |                                                   |                                   |                                               |                                       |                    |                                                                      |                                                                      |                 |                 |
|                                              |                                              |                                |                                |                                            |                                                                                      |                                                                                      |                                                   |                                                   | Odoardo 1818-1877                 | Odoardo 1818-1877                             |                                       | Anselmo 1819-1879  | Anselmo 1819-1879                                                    | Carlo 1827-1913                                                      | Carlo 1827-1913 |                 |
|                                              |                                              |                                |                                |                                            |                                                                                      |                                                                                      |                                                   |                                                   |                                   |                                               |                                       |                    |                                                                      |                                                                      |                 |                 |
|                                              |                                              |                                |                                |                                            |                                                                                      |                                                                                      |                                                   |                                                   |                                   |                                               |                                       |                    |                                                                      |                                                                      |                 |                 |
|                                              |                                              |                                |                                |                                            | Giovanni Battista sp Lucy Pycke, figlia di Baron Amedé Pycke de Peteghem (1824-1898) | Giovanni Battista sp Lucy Pycke, figlia di Baron Amedé Pycke de Peteghem (1824-1898) | Tullo 1866-1902 sp Gemma de Gresti (San Leonardo) | Tullo 1866-1902 sp Gemma de Gresti (San Leonardo) | Ludovico                          | Ludovico                                      | Alfonso                               | Alfonso            | Beatrice 1876-1954 sp Leopoldo de Moll (Palazzo Moll, Villalagarina) | Beatrice 1876-1954 sp Leopoldo de Moll (Palazzo Moll, Villalagarina) |                 |                 |
|                                              |                                              |                                |                                |                                            |                                                                                      |                                                                                      |                                                   |                                                   |                                   |                                               |                                       |                    |                                                                      |                                                                      |                 |                 |
|                                              |                                              |                                |                                |                                            |                                                                                      |                                                                                      |                                                   |                                                   |                                   |                                               |                                       |                    |                                                                      |                                                                      |                 |                 |
|                                              |                                              |                                |                                |                                            |                                                                                      |                                                                                      | Anselmo 1895-1974 (San Leonardo + Villalagarina)  |                                                   |                                   |                                               |                                       |                    |                                                                      |                                                                      |                 |                 |
|                                              |                                              |                                |                                |                                            |                                                                                      |                                                                                      |                                                   |                                                   |                                   |                                               |                                       |                    |                                                                      |                                                                      |                 |                 |
|                                              |                                              |                                |                                |                                            |                                                                                      |                                                                                      |                                                   |                                                   |                                   |                                               |                                       |                    |                                                                      |                                                                      |                 |                 |
|                                              |                                              |                                |                                |                                            | Tullo 1931- 2024 (Villalagarina)                                                     | Tullo 1931- 2024 (Villalagarina)                                                     | Carlo 1938- (San Leonardo)                        | Carlo 1938- (San Leonardo)                        | Maria Gemma 1929- (Villalagarina) | Maria Gemma 1929- (Villalagarina)             |                                       |                    |                                                                      |                                                                      |                 |                 |
|                                              |                                              |                                |                                |                                            |                                                                                      |                                                                                      |                                                   |                                                   |                                   |                                               |                                       |                    |                                                                      |                                                                      |                 |                 |
|                                              |                                              |                                |                                |                                            |                                                                                      |                                                                                      |                                                   |                                                   |                                   |                                               |                                       |                    |                                                                      |                                                                      |                 |                 |
|                                              |                                              |                                |                                |                                            |                                                                                      |                                                                                      | Anselmo (San Leonardo)                            |                                                   |                                   |                                               |                                       |                    |                                                                      |                                                                      |                 |                 |